# Мечеть хана Узбека
Мечеть хана Узбека (крим. Özbek Han camisi) — найстаріша мечеть Криму, збудована в часи правління хана Узбека 1314 року у Старому Криму.

## Історія та архітектура
У XIII–XIV століттях місто Солхат (нині — Старий Крим) було центром однієї з юрт Золотої Орди. До першої половини XVI століття місто також було столицею кримських ханів.
У 1314 році за наказом тодішнього золотоординського хана Узбека у Солхаті було закладено мечеть. Про дату будівництва та того, за чиїм наказом зведено цю мечеть, відомо з написів на стіні будівлі. Пізніше, у середині 1333 році, за ініціативою Інджибей-хатун (дочки Кілбурун-бея і дружини улусбека Тулен-Тимура), поруч із мечеттю було побудовано медресе — мусульманське училище. Воно збереглося до наших днів у формі руїн, проте є найстарішим вищим навчальним закладом на території України. До цього ж часу (XIV ст.) слід зарахувати заснування караван-сараю, який зберігся в руїнах.
На порталі мечеті є напис арабською мовою, у якому висловлюється подяка Богові, згадується ім'я хана Узбека, дату будівництва та ім'я можливого архітектора мечеті та прилеглих медресе і караван-сараю — Абдуль-Азіз бен Ібрагім Аль-Арбелі.
Структура мечеті проста. Її форма прямокутна. Мінарет розташований біля виходу. Усередині мечеті є стовпи. У верхній частині головного входу є написи арабською мовою. Дата побудови мечеті наявна на написі. Міхраб прикрашений різьбленням та написами. Головний зал медресе вкритий чорним мармуром. Висота стовпів — 15 метрів. У залі також була бібліотека. Коран, багато прикрашений гравюрами, мав тут особливе значення. Експерти стверджують, що найцікавішим елементом мечеті є саме міхраб. Унікальною особливістю мечеті є монументальний вхід із різьбленими дерев'яними дверима.
Сьогодні у Старому Криму проживає кримськотатарське населення, а мечеть хана Узбека функціонує як місце поклоніння.

## Галерея

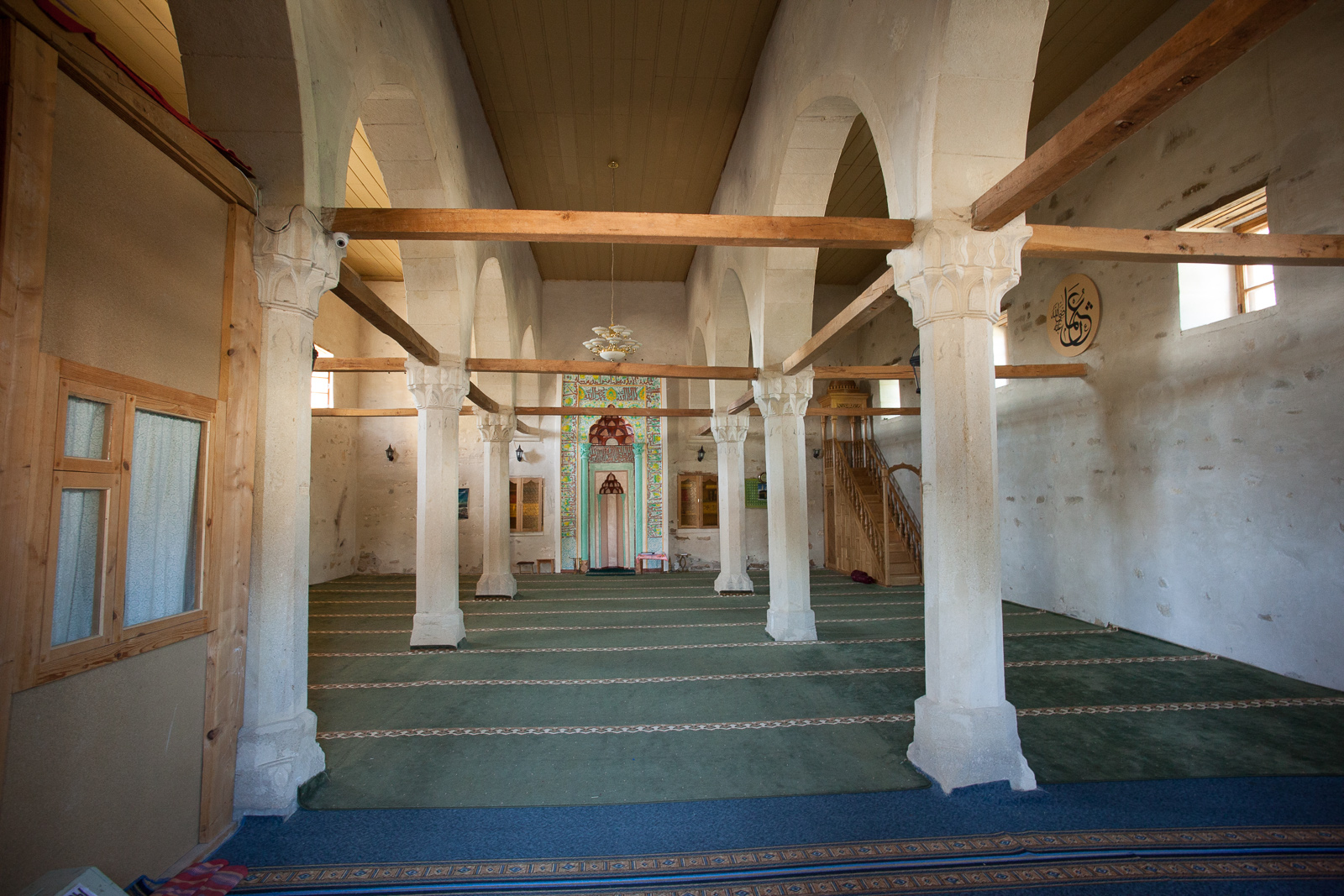
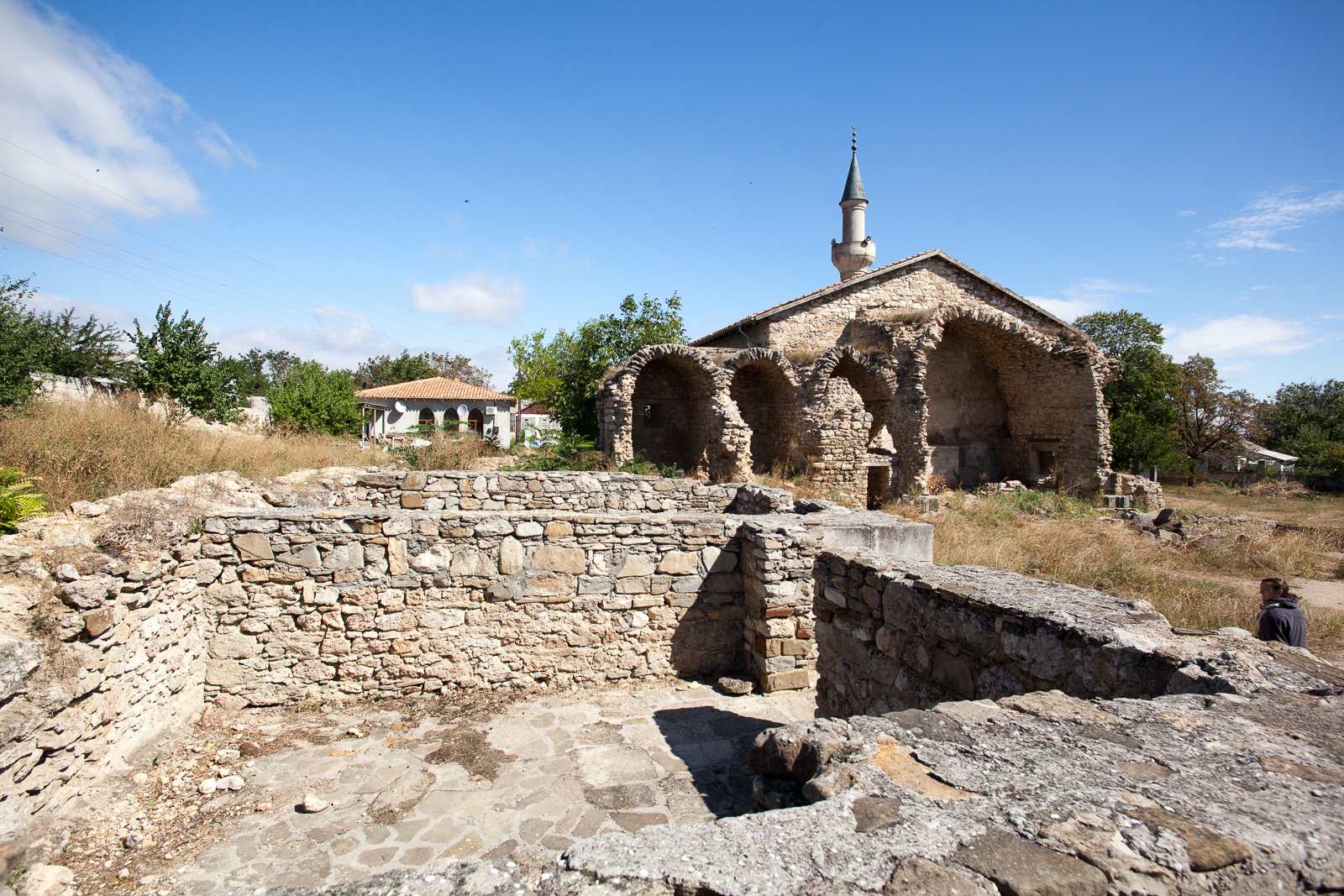
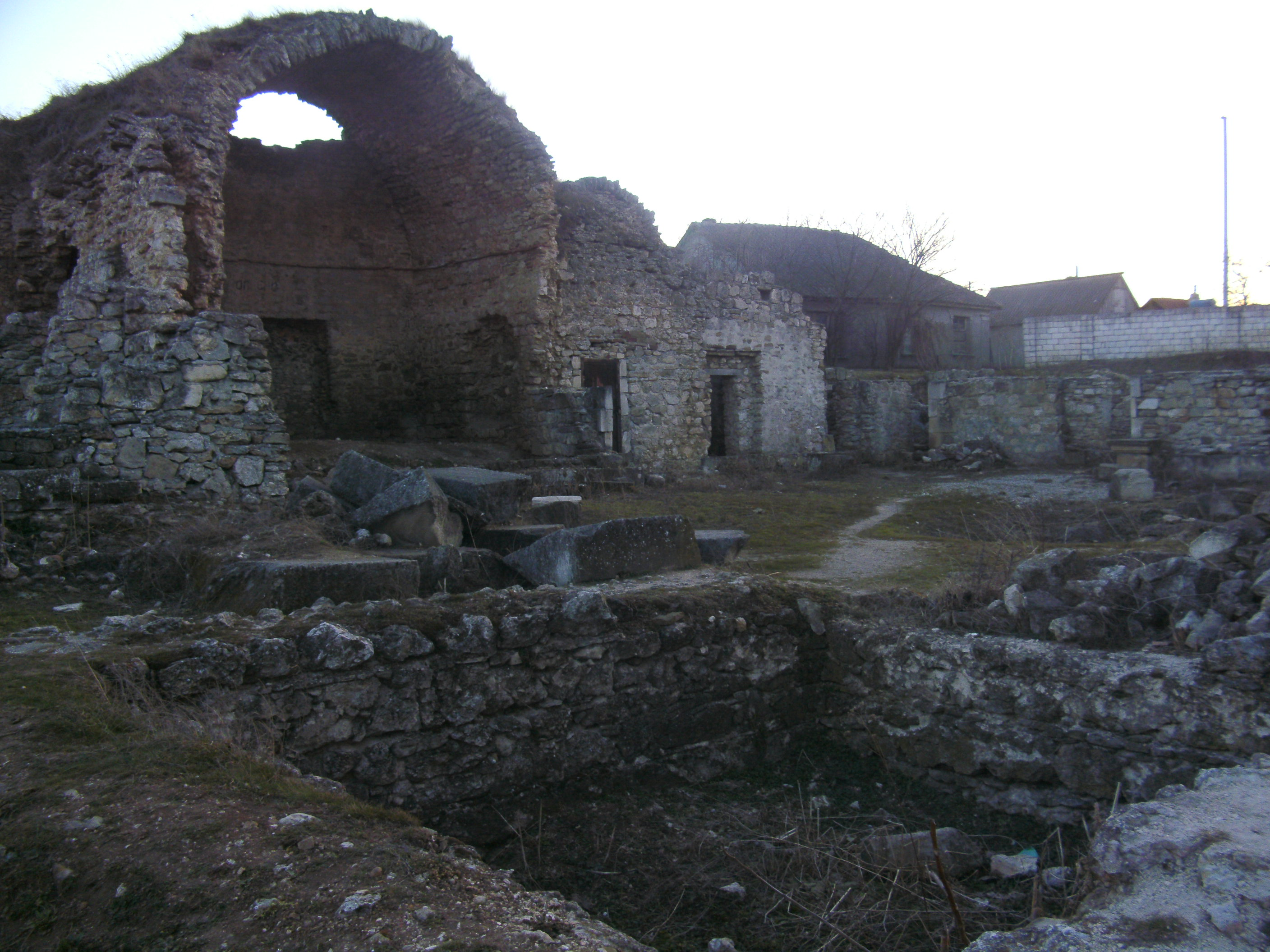
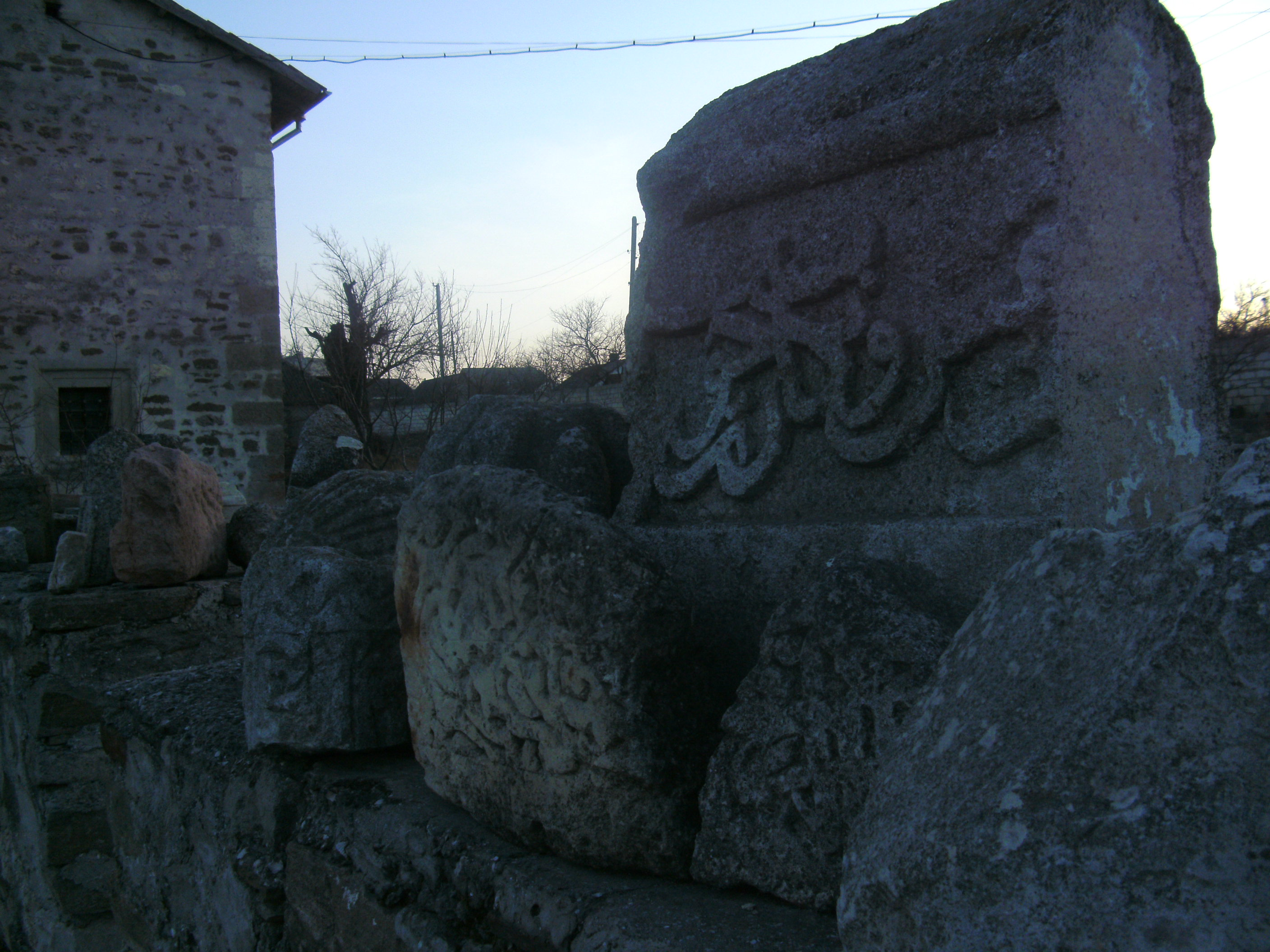
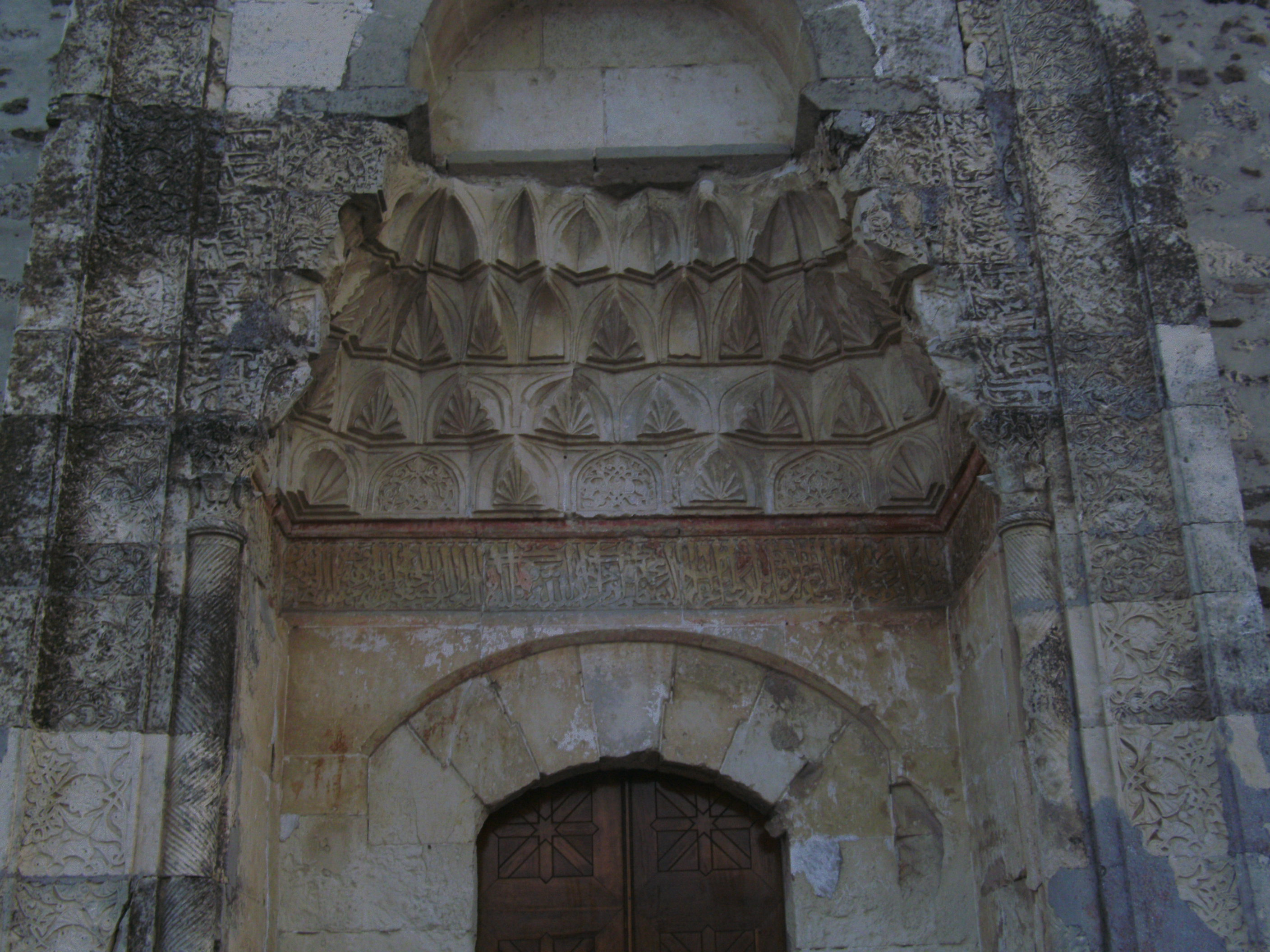
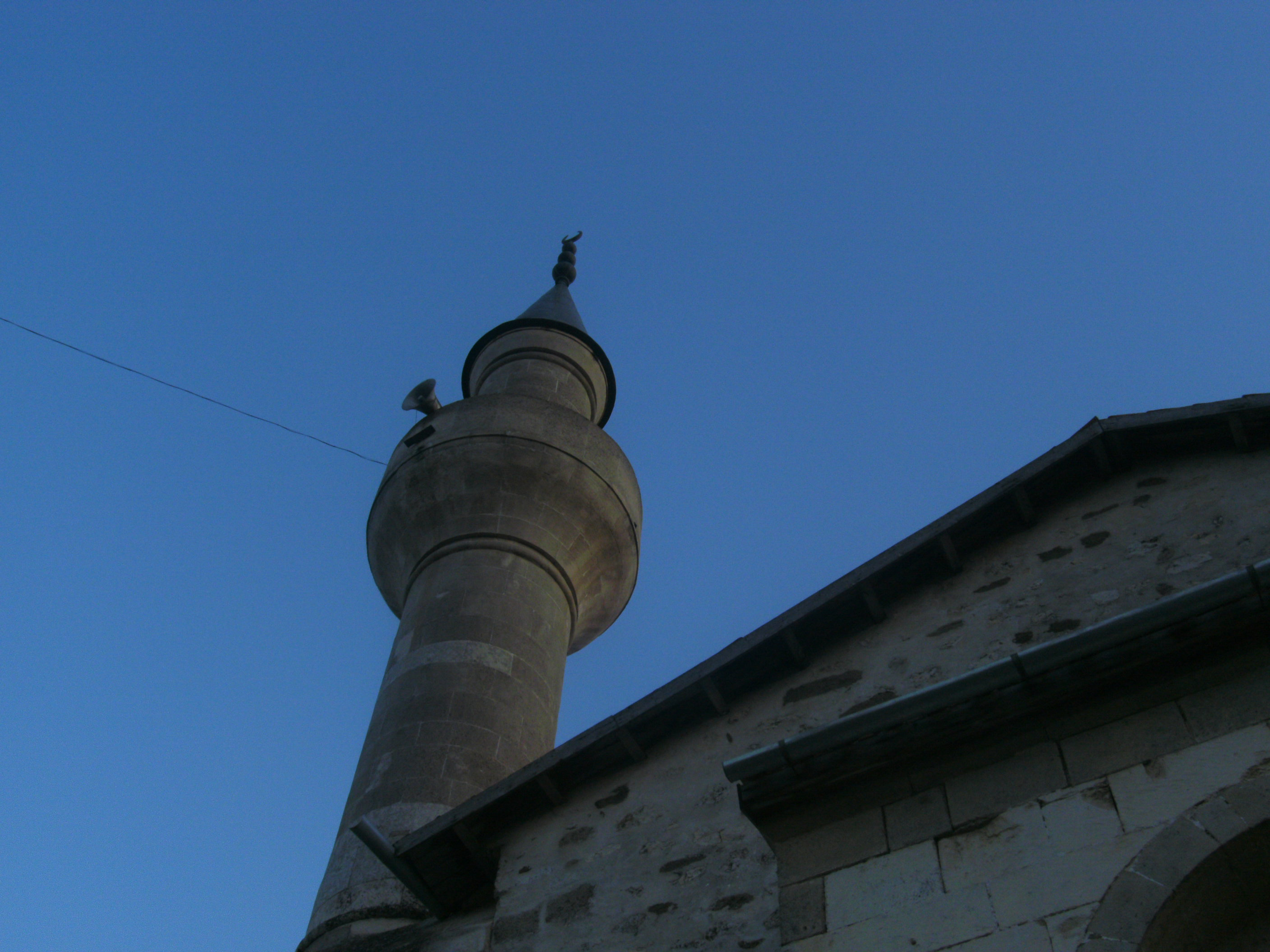
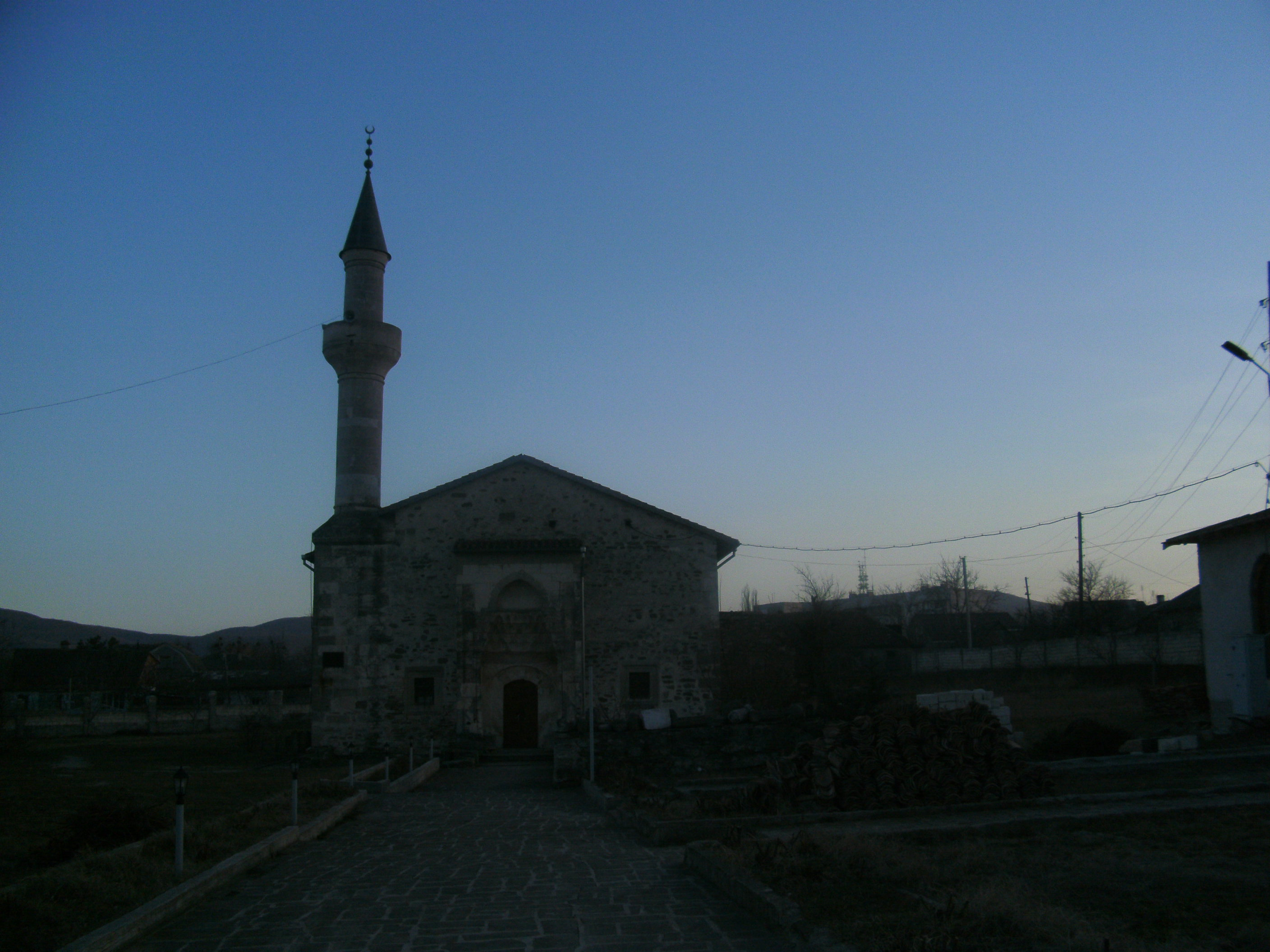